# Fundacja europejska
Fundacja europejska – jedna z planowanych paneuropejskich form prowadzenia działalności gospodarczej. Obecnie trwają dopiero prace legislacyjne nad jego wprowadzeniem do prawa wspólnotowego.